# Emre Belözoğlu
Emre Belözoğlu (Istanbul, 7 settembre 1980) è un allenatore di calcio, dirigente sportivo ed ex calciatore turco, di ruolo centrocampista, tecnico dell'Antalyaspor. Nel 2004 Pelé lo ha inserito nella lista dei 125 migliori calciatori viventi.

## Caratteristiche tecniche
Dotato di ottime qualità tecniche, in attività si è guadagnato il soprannome di Maradona del Bosforo.

## Carriera

### Giocatore

#### Club

##### Galatasaray
La sua carriera da professionista inizia nel Galatasaray, dove esordisce a 17 anni nella stagione 1997-1998. In quattro stagioni Emre disputa 155 presenze e segna 21 gol, vincendo 3 campionati turchi (1998, 1999, 2000), 2 Coppe nazionali (1999, 2000), una Coppa UEFA (1999-2000), e una Supercoppa UEFA (2000).

##### Inter

Emre all'Inter nel 2002

Nell'estate del 2001, per volere dell'allenatore argentino Héctor Cúper, Emre viene acquistato dall'Inter insieme al connazionale e compagno di squadra Okan Buruk, con cui formava l'asse di centrocampo del Galatasaray che nel 1999-2000 aveva dominato in patria e stupito in Europa, aggiudicandosi la Coppa UEFA e la Supercoppa.
La coppia, tuttavia, risente dell'impatto col calcio italiano (come quasi tutti gli altri calciatori turchi transitati in Serie A) e delle travagliate gestioni tecniche neroazzurre: Okan scivola ben presto in fondo alle gerarchie, mentre Emre, in quattro stagioni, colleziona ben 115 presenze, segnando 5 gol e vincendo anche una Coppa Italia nel 2004-2005.
L'esperienza con la compagine meneghina è, tuttavia, frustrata e costellata da diversi acciacchi fisici che ne offuscano il talento: questo lo spinge in fondo alle gerarchie di Mancini (che gli preferisce centrocampisti fisicamente più solidi, come Stanković). Così, non avendo più le garanzie di un posto da titolare in squadra, nel 2005 Emre lascia l'Inter.

##### Newcastle Utd
Nel luglio del 2005 si trasferisce in Inghilterra, al Newcastle Utd, squadra militante in Premier League, per 5,8 milioni di euro.
Ha debuttato il 3 agosto in una sconfitta per 2-1 in casa contro il Deportivo La Coruña nella Coppa Intertoto, e undici giorni dopo ha giocato la sua prima partita della stagione di Premier League, nella sconfitta casalinga contro l'Arsenal. Nella sua quarta partita, il 23 ottobre, ha siglato per Shola Ameobi con un assist calcio d'angolo, e in seguito ha segnato una rete da calcio di punizione, nella vittoria per 3-2 sul Sunderland nel derby del Tyne and Wear. Disputa 25 partite in tutte le competizioni nella sua prima stagione, di cui 20 in campionato, mentre ha segnato solo un altro goal: un tiro a distanza il 5 novembre nella vittoria contro il Birmingham City (1-0).
Gli infortuni lo hanno fortemente limitato, costringendolo a sole 35 presenze in Premier League nelle successive due stagioni ai Magpies, nelle quali ha segnato tre gol.
In tre stagioni con gli inglesi disputa 80 partite, realizzando anche 6 reti.

##### Fenerbahçe

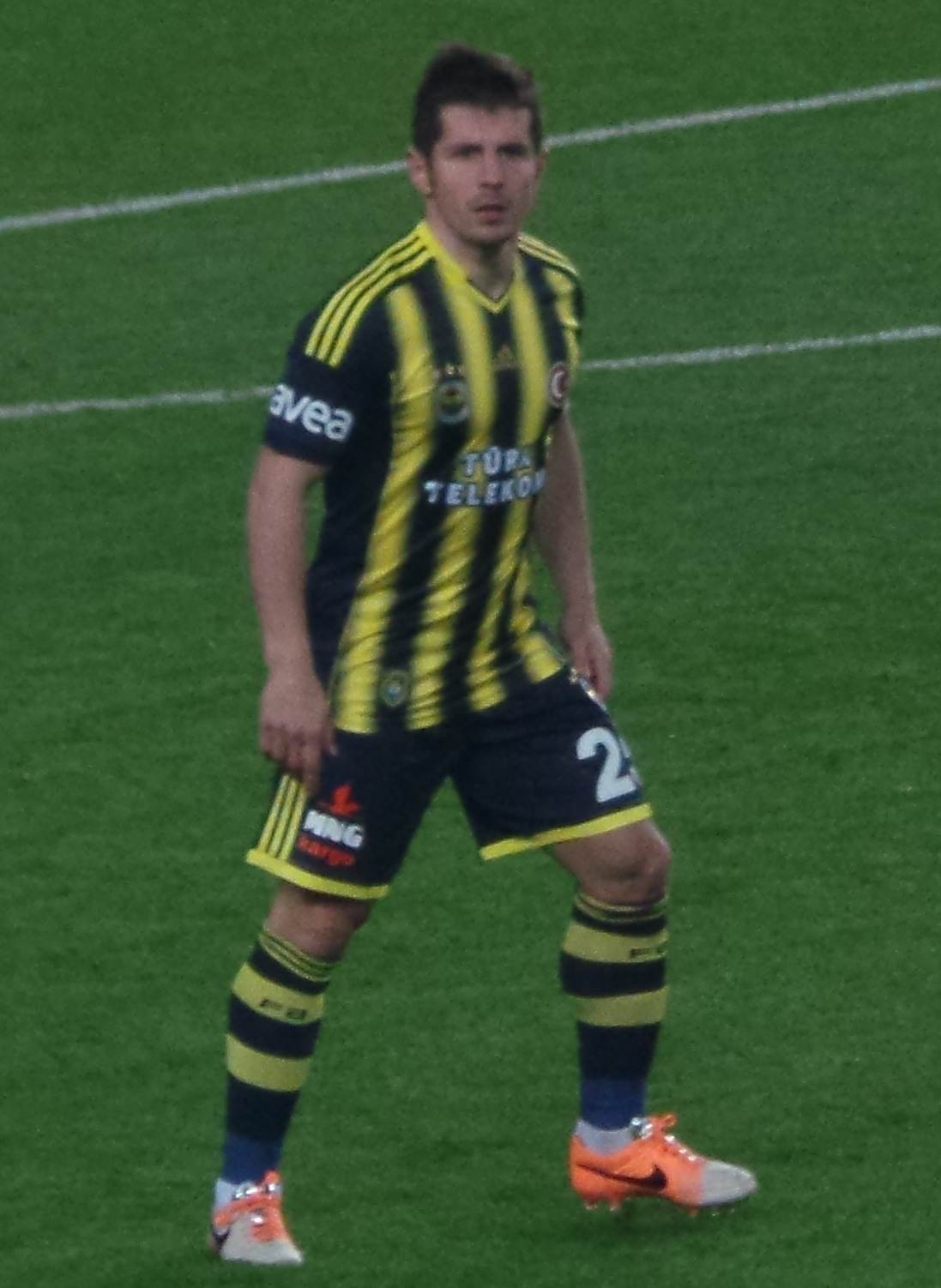
Emre al Fenerbahce nel 2014

Nel luglio del 2008 torna in Turchia per giocare nel Fenerbahçe di Luis Aragonés, che per acquistarlo sborsa 4,5 milioni di euro.
Nel 2012 è stato accusato di razzismo ai danni di Didier Zokora del Trabzonspor. Il 17 giugno 2014, Belözoğlu è stato condannato a una pena detentiva sospesa di due mesi e mezzo a seguito dell'episodio.

##### Atlético Madrid e di nuovo Fenerbahçe
Il 29 maggio 2012, scaduto il suo contratto con il Fenerbahçe, firma un biennale con l'Atlético Madrid. A gennaio, dopo 17 presenze e 1 gol, fa ritorno al Fenerbahçe per 350.000 euro. Complessivamente con la maglia dei canarini gialli ha messo insieme 202 presenze e 30 gol.

##### İstanbul Başakşehir, terzo ritorno al Fenerbahçe
Il 9 luglio 2015, passa all'İstanbul Başakşehir siglando un contratto biennale. Con il club raggiunge le 100 presenze nelle coppe europee il 30 luglio nella sfida persa 2-0 contro l'AZ Alkmaar per i preliminari di Europa League.
Il 2 luglio 2019, rimasto svincolato, torna nuovamente a vestire la maglia del Fenerbahçe per la terza volta in carriera dopo le varie esperienze vissute dal 2008 al 2012 e dal 2013 al 2015. Il 16 agosto 2020, terminata l'annata con il club giallonero, si ritira dall'attività agonistica.

#### Nazionale
Con la nazionale turca vanta 101 presenze con 9 gol segnati e ha partecipato a un'edizione del campionato del mondo, quella di Giappone e Corea del Sud 2002. Agli Europei del 2008 è stato il capitano della nazionale, ma un infortunio occorsogli nella prima partita gli ha precluso il prosieguo del torneo.
Il 2 settembre 2017, a tre anni di distanza dall'ultima convocazione in nazionale, è sceso in campo nel match di qualificazione al campionato del mondo 2018 giocato a Charkiv contro l'Ucraina, vittoriosa per 2-0.
È tornato a giocare in nazionale il 22 marzo 2019, nella partita valevole per le qualificazioni a Euro 2020, nell'incontro contro l'Albania, vinto per 2-0 dai turchi fuori casa, dopo quasi un anno e mezzo dalla sua ultima partita ufficiale.
Il 7 settembre 2019, giorno del suo 39º compleanno, in occasione della sfida vinta per 1-0 contro Andorra, ha disputato la sua centesima partita in nazionale, giocando tutti i 90 minuti con la fascia da capitano.

### Dopo il ritiro
Il 28 ottobre 2020 diventa direttore sportivo del Fenerbahçe.
Il 25 marzo 2021, a seguito dell'esonero di Erol Bulut, penalizzato dagli ultimi risultati ottenuti, non all'altezza secondo le aspettative dirigenziali, gli viene affidata anche la guida tecnica della prima squadra del Fenerbahçe, di cui è già direttore sportivo, doppio incarico che manterrà fino al termine della stagione. Il 3 ottobre dello stesso anno, fa ritorno dopo averci militato per 4 anni all'İstanbul Başakşehir nelle vesti di allenatore, subentrando ad Aykut Kocaman, firmando un contratto fino al giugno 2023.

## Statistiche
Tra club, nazionale maggiore e nazionali giovanili, Belözoğlu ha totalizzato globalmente 893 presenze segnando 123 reti, alla media di 0,14 gol a partita.

### Presenze e reti nei club
Statistiche aggiornate al termine della carriera.
| Stagione                   | Squadra                    | Campionato                 | Campionato | Campionato | Coppe nazionali | Coppe nazionali | Coppe nazionali | Coppe continentali | Coppe continentali | Coppe continentali | Altre coppe | Altre coppe | Altre coppe | Totale | Totale |
| Stagione                   | Squadra                    | Comp                       | Pres       | Reti       | Comp            | Pres            | Reti            | Comp               | Pres               | Reti               | Comp        | Pres        | Reti        | Pres   | Reti   |
| -------------------------- | -------------------------- | -------------------------- | ---------- | ---------- | --------------- | --------------- | --------------- | ------------------ | ------------------ | ------------------ | ----------- | ----------- | ----------- | ------ | ------ |
| 1996-1997                  | Galatasaray                | SL                         | 1          | 0          | TK              | 0               | 0               | -                  | -                  | -                  | ST          | 0           | 0           | 1      | 0      |
| 1997-1998                  | Galatasaray                | SL                         | 23         | 2          | TK              | 8               | 0               | UCL                | 2                  | 0                  | ST          | 1           | 0           | 34     | 2      |
| 1998-1999                  | Galatasaray                | SL                         | 27         | 2          | TK              | 6               | 2               | UCL                | 3                  | 0                  | ST          | 0           | 0           | 36     | 4      |
| 1999-2000                  | Galatasaray                | SL                         | 24         | 5          | TK              | 4               | 0               | UCL+CU             | 6+7                | 0+1                | -           | -           | -           | 41     | 6      |
| 2000-2001                  | Galatasaray                | SL                         | 27         | 5          | TK              | 3               | 5               | UCL                | 10                 | 0                  | SU          | 1           | 0           | 41     | 10     |
| Totale Galatasaray         | Totale Galatasaray         | Totale Galatasaray         | 102        | 14         |                 | 21              | 7               |                    | 28                 | 1                  |             | 2           | 0           | 153    | 22     |
| 2001-2002                  | Inter                      | A                          | 14         | 0          | CI              | 1               | 0               | CU                 | 6                  | 0                  | -           | -           | -           | 21     | 0      |
| 2002-2003                  | Inter                      | A                          | 25         | 3          | CI              | 0               | 0               | UCL                | 12                 | 1                  | -           | -           | -           | 37     | 4      |
| 2003-2004                  | Inter                      | A                          | 21         | 0          | CI              | 3               | 0               | UCL+CU             | 4+2                | 0                  | -           | -           | -           | 30     | 0      |
| 2004-2005                  | Inter                      | A                          | 19         | 0          | CI              | 2               | 1               | UCL                | 6                  | 0                  | -           | -           | -           | 27     | 1      |
| Totale Inter               | Totale Inter               | Totale Inter               | 79         | 3          |                 | 6               | 1               |                    | 30                 | 1                  |             | -           | -           | 115    | 5      |
| 2005-2006                  | Newcastle Utd              | PL                         | 20         | 2          | FACup+CdL       | 3+1             | 0               | Int                | 1                  | 0                  | -           | -           | -           | 25     | 2      |
| 2006-2007                  | Newcastle Utd              | PL                         | 24         | 2          | FACup+CdL       | 0+2             | 0               | Int+CU             | 2+10               | 1+0                | -           | -           | -           | 38     | 3      |
| 2007-2008                  | Newcastle Utd              | PL                         | 14         | 1          | FACup+CdL       | 1+2             | 0               | -                  | -                  | -                  | -           | -           | -           | 17     | 1      |
| Totale Newcastle Utd       | Totale Newcastle Utd       | Totale Newcastle Utd       | 58         | 5          |                 | 9               | 0               |                    | 13                 | 1                  |             | -           | -           | 80     | 6      |
| 2008-2009                  | Fenerbahçe                 | SL                         | 25         | 1          | TK              | 6               | 0               | UCL                | 6                  | 1                  | -           | -           | -           | 37     | 2      |
| 2009-2010                  | Fenerbahçe                 | SL                         | 25         | 1          | TK              | 7               | 0               | UEL                | 9                  | 1                  | ST          | 1           | 0           | 42     | 2      |
| 2010-2011                  | Fenerbahçe                 | SL                         | 27         | 4          | TK              | 1               | 0               | UCL+UEL            | 2+1                | 1+1                | -           | -           | -           | 31     | 6      |
| 2011-2012                  | Fenerbahçe                 | SL                         | 22+4       | 5+1        | TK              | 2               | 0               | -                  | -                  | -                  | -           | -           | -           | 28     | 6      |
| 2012-gen. 2013             | Atlético Madrid            | PD                         | 7          | 0          | CR              | 3               | 0               | UEL                | 6                  | 1                  | SU          | 1           | 0           | 17     | 1      |
| gen.-giu. 2013             | Fenerbahçe                 | SL                         | 10         | 2          | TK              | 2               | 0               | UEL                | -                  | -                  | ST          | -           | -           | 12     | 2      |
| 2013-2014                  | Fenerbahçe                 | SL                         | 20         | 6          | TK              | 1               | 0               | UCL                | 2                  | 0                  | ST          | 1           | 0           | 24     | 6      |
| 2014-2015                  | Fenerbahçe                 | SL                         | 26         | 6          | TK              | 1               | 0               | -                  | -                  | -                  | ST          | 1           | 0           | 28     | 6      |
| 2015-2016                  | İstanbul B.B.              | SL                         | 26         | 3          | TK              | 2               | 0               | UEL                | 2                  | 0                  | -           | -           | -           | 30     | 3      |
| 2016-2017                  | İstanbul B.B.              | SL                         | 27         | 4          | TK              | 5               | 1               | UEL                | 4                  | 1                  | -           | -           | -           | 36     | 6      |
| 2017-2018                  | İstanbul B.B.              | SL                         | 27         | 3          | TK              | 1               | 0               | UCL+UEL            | 4+3                | 0+2                | -           | -           | -           | 35     | 5      |
| 2018-2019                  | İstanbul B.B.              | SL                         | 24         | 1          | TK              | 1               | 0               | UEL                | 2                  | 0                  | -           | -           | -           | 27     | 1      |
| Totale İstanbul Başakşehir | Totale İstanbul Başakşehir | Totale İstanbul Başakşehir | 104        | 11         |                 | 9               | 1               |                    | 15                 | 3                  |             | -           | -           | 128    | 15     |
| 2019-2020                  | Fenerbahçe                 | SL                         | 26         | 3          | TK              | 0               | 0               | -                  | -                  | -                  | -           | -           | -           | 26     | 3      |
| Totale Fenerbahçe          | Totale Fenerbahçe          | Totale Fenerbahçe          | 181+4      | 28+1       |                 | 20              | 0               |                    | 20                 | 4                  |             | 3           | 0           | 228    | 33     |
| Totale carriera            | Totale carriera            | Totale carriera            | 531+4      | 61+1       |                 | 68              | 9               |                    | 112                | 10                 |             | 6           | 0           | 720    | 81     |

### Cronologia presenze e reti in nazionale
| Cronologia completa delle presenze e delle reti in nazionale ― Turchia | Cronologia completa delle presenze e delle reti in nazionale ― Turchia | Cronologia completa delle presenze e delle reti in nazionale ― Turchia | Cronologia completa delle presenze e delle reti in nazionale ― Turchia | Cronologia completa delle presenze e delle reti in nazionale ― Turchia | Cronologia completa delle presenze e delle reti in nazionale ― Turchia | Cronologia completa delle presenze e delle reti in nazionale ― Turchia | Cronologia completa delle presenze e delle reti in nazionale ― Turchia |
| Data                                                                   | Città                                                                  | In casa                                                                | Risultato                                                              | Ospiti                                                                 | Competizione                                                           | Reti                                                                   | Note                                                                   |
| ---------------------------------------------------------------------- | ---------------------------------------------------------------------- | ---------------------------------------------------------------------- | ---------------------------------------------------------------------- | ---------------------------------------------------------------------- | ---------------------------------------------------------------------- | ---------------------------------------------------------------------- | ---------------------------------------------------------------------- |
| 23-2-2000                                                              | Istanbul                                                               | Turchia                                                                | 0 – 2                                                                  | Norvegia                                                               | Amichevole                                                             | -                                                                      | 72’                                                                    |
| 16-8-2000                                                              | Sarajevo                                                               | Bosnia ed Erzegovina                                                   | 2 – 0                                                                  | Turchia                                                                | Amichevole                                                             | -                                                                      | 46’                                                                    |
| 2-9-2000                                                               | Istanbul                                                               | Turchia                                                                | 2 – 0                                                                  | Moldavia                                                               | Qual. Mondiali 2002                                                    | 1                                                                      |                                                                        |
| 15-11-2000                                                             | Istanbul                                                               | Turchia                                                                | 0 – 4                                                                  | Francia                                                                | Amichevole                                                             | -                                                                      | 67’                                                                    |
| 25-4-2001                                                              | Gaziantep                                                              | Turchia                                                                | 0 – 2                                                                  | Albania                                                                | Amichevole                                                             | -                                                                      | 46’                                                                    |
| 2-6-2001                                                               | Istanbul                                                               | Turchia                                                                | 3 – 0                                                                  | Azerbaigian                                                            | Qual. Mondiali 2002                                                    | -                                                                      | 16’ 79’                                                                |
| 6-6-2001                                                               | Istanbul                                                               | Turchia                                                                | 3 – 3                                                                  | Macedonia                                                              | Qual. Mondiali 2002                                                    | -                                                                      | 34’                                                                    |
| 15-8-2001                                                              | Oslo                                                                   | Norvegia                                                               | 1 – 1                                                                  | Turchia                                                                | Amichevole                                                             | -                                                                      | 46’                                                                    |
| 5-9-2001                                                               | Istanbul                                                               | Turchia                                                                | 1 – 2                                                                  | Svezia                                                                 | Qual. Mondiali 2002                                                    | -                                                                      | 46’                                                                    |
| 26-3-2002                                                              | Bochum                                                                 | Turchia                                                                | 0 – 0                                                                  | Corea del Sud                                                          | Amichevole                                                             | -                                                                      | 46’                                                                    |
| 17-4-2002                                                              | Kerkrade                                                               | Turchia                                                                | 2 – 0                                                                  | Cile                                                                   | Amichevole                                                             | -                                                                      | 85’                                                                    |
| 3-6-2002                                                               | Ulsan                                                                  | Brasile                                                                | 2 – 1                                                                  | Turchia                                                                | Mondiali 2002 - 1º turno                                               | -                                                                      |                                                                        |
| 9-6-2002                                                               | Incheon                                                                | Costa Rica                                                             | 1 – 1                                                                  | Turchia                                                                | Mondiali 2002 - 1º turno                                               | 1                                                                      | 89’                                                                    |
| 13-6-2002                                                              | Seul                                                                   | Turchia                                                                | 3 – 0                                                                  | Cina                                                                   | Mondiali 2002 - 1º turno                                               | -                                                                      | 30’                                                                    |
| 22-6-2002                                                              | Osaka                                                                  | Senegal                                                                | 0 – 1 gg                                                               | Turchia                                                                | Mondiali 2002 - Quarti di finale                                       | -                                                                      | 22’ 90+1’                                                              |
| 26-6-2002                                                              | Saitama                                                                | Brasile                                                                | 1 – 0                                                                  | Turchia                                                                | Mondiali 2002 - Semifinale                                             | -                                                                      | 62’                                                                    |
| 29-6-2002                                                              | Taegu                                                                  | Turchia                                                                | 3 – 2                                                                  | Corea del Sud                                                          | Mondiali 2002 - Finale 3º posto                                        | -                                                                      | 41’                                                                    |
| 21-8-2002                                                              | Trebisonda                                                             | Turchia                                                                | 3 – 0                                                                  | Georgia                                                                | Amichevole                                                             | -                                                                      | 46’                                                                    |
| 7-9-2002                                                               | Istanbul                                                               | Turchia                                                                | 3 – 0                                                                  | Slovacchia                                                             | Qual. Euro 2004                                                        | -                                                                      | 78’                                                                    |
| 12-10-2002                                                             | Skopje                                                                 | Macedonia                                                              | 1 – 2                                                                  | Turchia                                                                | Qual. Euro 2004                                                        | -                                                                      |                                                                        |
| 16-10-2002                                                             | Istanbul                                                               | Turchia                                                                | 5 – 0                                                                  | Liechtenstein                                                          | Qual. Euro 2004                                                        | -                                                                      |                                                                        |
| 20-11-2002                                                             | Pescara                                                                | Italia                                                                 | 1 – 1                                                                  | Turchia                                                                | Amichevole                                                             | 1                                                                      | 46’                                                                    |
| 2-4-2003                                                               | Sunderland                                                             | Inghilterra                                                            | 2 – 0                                                                  | Turchia                                                                | Qual. Euro 2004                                                        | -                                                                      |                                                                        |
| 7-6-2003                                                               | Bratislava                                                             | Slovacchia                                                             | 0 – 1                                                                  | Turchia                                                                | Qual. Euro 2004                                                        | -                                                                      | 84’ 88’                                                                |
| 11-6-2003                                                              | Istanbul                                                               | Turchia                                                                | 3 – 2                                                                  | Macedonia                                                              | Qual. Euro 2004                                                        | -                                                                      | 31’ 43’                                                                |
| 9-9-2003                                                               | Dublino                                                                | Irlanda                                                                | 2 – 2                                                                  | Turchia                                                                | Amichevole                                                             | -                                                                      | 43’ 61’                                                                |
| 11-10-2003                                                             | Istanbul                                                               | Turchia                                                                | 0 – 0                                                                  | Inghilterra                                                            | Qual. Euro 2004                                                        | -                                                                      | 79’                                                                    |
| 15-11-2003                                                             | Riga                                                                   | Lettonia                                                               | 1 – 0                                                                  | Turchia                                                                | Qual. Euro 2004                                                        | -                                                                      | 13’ 86’                                                                |
| 19-11-2003                                                             | Istanbul                                                               | Turchia                                                                | 2 – 2                                                                  | Lettonia                                                               | Qual. Euro 2004                                                        | -                                                                      |                                                                        |
| 28-4-2004                                                              | Bruxelles                                                              | Belgio                                                                 | 2 – 3                                                                  | Turchia                                                                | Amichevole                                                             | -                                                                      | 80’                                                                    |
| 21-5-2004                                                              | Sydney                                                                 | Australia                                                              | 1 – 3                                                                  | Turchia                                                                | Amichevole                                                             | -                                                                      | 24’ 89’                                                                |
| 18-8-2004                                                              | Denizli                                                                | Turchia                                                                | 1 – 2                                                                  | Bielorussia                                                            | Amichevole                                                             | -                                                                      | 42’ 88’                                                                |
| 4-9-2004                                                               | Trebisonda                                                             | Turchia                                                                | 1 – 1                                                                  | Georgia                                                                | Qual. Mondiali 2006                                                    | -                                                                      |                                                                        |
| 8-9-2004                                                               | Il Pireo                                                               | Grecia                                                                 | 0 – 0                                                                  | Turchia                                                                | Qual. Mondiali 2006                                                    | -                                                                      | 78’                                                                    |
| 13-10-2004                                                             | Copenaghen                                                             | Danimarca                                                              | 1 – 1                                                                  | Turchia                                                                | Qual. Mondiali 2006                                                    | -                                                                      |                                                                        |
| 17-11-2004                                                             | Istanbul                                                               | Turchia                                                                | 0 – 3                                                                  | Ucraina                                                                | Qual. Mondiali 2006                                                    | -                                                                      |                                                                        |
| 26-3-2005                                                              | Istanbul                                                               | Turchia                                                                | 2 – 0                                                                  | Albania                                                                | Qual. Mondiali 2006                                                    | -                                                                      | 83’                                                                    |
| 30-3-2005                                                              | Tbilisi                                                                | Georgia                                                                | 2 – 5                                                                  | Turchia                                                                | Qual. Mondiali 2006                                                    | -                                                                      |                                                                        |
| 4-6-2005                                                               | Istanbul                                                               | Turchia                                                                | 0 – 0                                                                  | Grecia                                                                 | Qual. Mondiali 2006                                                    | -                                                                      | 78’                                                                    |
| 8-6-2005                                                               | Almaty                                                                 | Kazakistan                                                             | 0 – 6                                                                  | Turchia                                                                | Qual. Mondiali 2006                                                    | -                                                                      | 64’                                                                    |
| 17-8-2005                                                              | Sofia                                                                  | Bulgaria                                                               | 3 – 1                                                                  | Turchia                                                                | Amichevole                                                             | -                                                                      | 26’                                                                    |
| 12-10-2005                                                             | Tirana                                                                 | Albania                                                                | 0 – 1                                                                  | Turchia                                                                | Qual. Mondiali 2006                                                    | -                                                                      | 46’ 62’                                                                |
| 16-11-2005                                                             | Istanbul                                                               | Turchia                                                                | 4 – 2                                                                  | Svizzera                                                               | Qual. Mondiali 2006                                                    | -                                                                      | 21’ 81’                                                                |
| 15-11-2006                                                             | Bergamo                                                                | Italia                                                                 | 1 – 1                                                                  | Turchia                                                                | Amichevole                                                             | -                                                                      | 75’                                                                    |
| 28-3-2007                                                              | Francoforte                                                            | Turchia                                                                | 2 – 2                                                                  | Norvegia                                                               | Qual. Euro 2008                                                        | -                                                                      |                                                                        |
| 22-8-2007                                                              | Bucarest                                                               | Romania                                                                | 2 – 0                                                                  | Turchia                                                                | Amichevole                                                             | -                                                                      | cap. 42’                                                               |
| 8-9-2007                                                               | Ta' Qali                                                               | Malta                                                                  | 2 – 2                                                                  | Turchia                                                                | Qual. Euro 2008                                                        | -                                                                      |                                                                        |
| 12-9-2007                                                              | Istanbul                                                               | Turchia                                                                | 3 – 0                                                                  | Ungheria                                                               | Qual. Euro 2008                                                        | -                                                                      | 46’                                                                    |
| 13-10-2007                                                             | Chișinău                                                               | Moldavia                                                               | 1 – 1                                                                  | Turchia                                                                | Qual. Euro 2008                                                        | -                                                                      | cap.                                                                   |
| 17-10-2007                                                             | Istanbul                                                               | Turchia                                                                | 0 – 1                                                                  | Grecia                                                                 | Qual. Euro 2008                                                        | -                                                                      | cap. 55’ 71’                                                           |
| 17-11-2007                                                             | Oslo                                                                   | Norvegia                                                               | 1 – 2                                                                  | Turchia                                                                | Qual. Euro 2008                                                        | 1                                                                      | cap.                                                                   |
| 21-11-2007                                                             | Istanbul                                                               | Turchia                                                                | 1 – 0                                                                  | Bosnia ed Erzegovina                                                   | Qual. Euro 2008                                                        | -                                                                      |                                                                        |
| 6-2-2008                                                               | Istanbul                                                               | Turchia                                                                | 0 – 0                                                                  | Svezia                                                                 | Amichevole                                                             | -                                                                      | cap. 78’                                                               |
| 20-5-2008                                                              | Bielefeld                                                              | Turchia                                                                | 1 – 0                                                                  | Slovacchia                                                             | Amichevole                                                             | -                                                                      | 46’                                                                    |
| 25-5-2008                                                              | Bochum                                                                 | Turchia                                                                | 2 – 3                                                                  | Uruguay                                                                | Amichevole                                                             | -                                                                      | cap. 53’ 64’                                                           |
| 29-5-2008                                                              | Duisburg                                                               | Finlandia                                                              | 0 – 2                                                                  | Turchia                                                                | Amichevole                                                             | -                                                                      | cap. 89’                                                               |
| 7-6-2008                                                               | Carouge                                                                | Portogallo                                                             | 2 – 0                                                                  | Turchia                                                                | Euro 2008 - 1º turno                                                   | -                                                                      | cap.                                                                   |
| 6-9-2008                                                               | Erevan                                                                 | Armenia                                                                | 0 – 2                                                                  | Turchia                                                                | Qual. Mondiali 2010                                                    | -                                                                      | cap.                                                                   |
| 10-9-2008                                                              | Istanbul                                                               | Turchia                                                                | 1 – 1                                                                  | Belgio                                                                 | Qual. Mondiali 2010                                                    | 1                                                                      | cap.                                                                   |
| 11-2-2009                                                              | Smirne                                                                 | Turchia                                                                | 1 – 1                                                                  | Costa d'Avorio                                                         | Amichevole                                                             | -                                                                      | 46’ 68’                                                                |
| 28-3-2009                                                              | Madrid                                                                 | Spagna                                                                 | 1 – 0                                                                  | Turchia                                                                | Qual. Mondiali 2010                                                    | -                                                                      | 83’                                                                    |
| 1-4-2009                                                               | Istanbul                                                               | Turchia                                                                | 1 – 2                                                                  | Spagna                                                                 | Qual. Mondiali 2010                                                    | -                                                                      | 89’                                                                    |
| 5-9-2009                                                               | Kayseri                                                                | Turchia                                                                | 4 – 2                                                                  | Estonia                                                                | Qual. Mondiali 2010                                                    | -                                                                      | 78’                                                                    |
| 9-9-2009                                                               | Zenica                                                                 | Bosnia ed Erzegovina                                                   | 1 – 1                                                                  | Turchia                                                                | Qual. Mondiali 2010                                                    | 1                                                                      | 24’                                                                    |
| 14-10-2009                                                             | Bursa                                                                  | Turchia                                                                | 2 – 0                                                                  | Armenia                                                                | Qual. Mondiali 2010                                                    | -                                                                      | 90’                                                                    |
| 3-3-2010                                                               | Istanbul                                                               | Turchia                                                                | 2 – 0                                                                  | Honduras                                                               | Amichevole                                                             | -                                                                      | cap. 77’                                                               |
| 22-5-2010                                                              | Harrison                                                               | Turchia                                                                | 2 – 1                                                                  | Rep. Ceca                                                              | Amichevole                                                             | -                                                                      | 24’                                                                    |
| 26-5-2010                                                              | New Britain                                                            | Irlanda del Nord                                                       | 0 – 2                                                                  | Turchia                                                                | Amichevole                                                             | -                                                                      | 66’                                                                    |
| 29-5-2010                                                              | Filadelfia                                                             | Stati Uniti                                                            | 2 – 1                                                                  | Turchia                                                                | Amichevole                                                             | -                                                                      | cap.                                                                   |
| 11-8-2010                                                              | Istanbul                                                               | Turchia                                                                | 2 – 0                                                                  | Romania                                                                | Amichevole                                                             | 1                                                                      | cap.                                                                   |
| 3-9-2010                                                               | Astana                                                                 | Kazakistan                                                             | 0 – 3                                                                  | Turchia                                                                | Qual. Euro 2012                                                        | -                                                                      |                                                                        |
| 7-9-2010                                                               | Istanbul                                                               | Turchia                                                                | 3 – 2                                                                  | Belgio                                                                 | Qual. Euro 2012                                                        | -                                                                      | cap. 32’                                                               |
| 8-10-2010                                                              | Berlino                                                                | Germania                                                               | 3 – 0                                                                  | Turchia                                                                | Qual. Euro 2012                                                        | -                                                                      | cap.                                                                   |
| 12-10-2010                                                             | Baku                                                                   | Azerbaigian                                                            | 1 – 0                                                                  | Turchia                                                                | Qual. Euro 2012                                                        | -                                                                      | cap.                                                                   |
| 9-2-2011                                                               | Trebisonda                                                             | Turchia                                                                | 0 – 0                                                                  | Corea del Sud                                                          | Amichevole                                                             | -                                                                      | cap. 59’, 60’                                                          |
| 3-6-2011                                                               | Bruxelles                                                              | Belgio                                                                 | 1 – 1                                                                  | Turchia                                                                | Qual. Euro 2012                                                        | -                                                                      | cap.                                                                   |
| 10-8-2011                                                              | Istanbul                                                               | Turchia                                                                | 3 – 0                                                                  | Estonia                                                                | Amichevole                                                             | 1                                                                      | cap. 46’                                                               |
| 2-9-2011                                                               | Istanbul                                                               | Turchia                                                                | 2 – 1                                                                  | Kazakistan                                                             | Qual. Euro 2012                                                        | -                                                                      | cap. 60’                                                               |
| 11-10-2011                                                             | Istanbul                                                               | Turchia                                                                | 1 – 0                                                                  | Azerbaigian                                                            | Qual. Euro 2012                                                        | -                                                                      | cap. 78’                                                               |
| 11-11-2011                                                             | Istanbul                                                               | Turchia                                                                | 0 – 3                                                                  | Croazia                                                                | Qual. Euro 2012                                                        | -                                                                      | cap. 66’                                                               |
| 26-5-2012                                                              | Wals-Siezenheim                                                        | Finlandia                                                              | 3 – 2                                                                  | Turchia                                                                | Amichevole                                                             | -                                                                      |                                                                        |
| 29-5-2012                                                              | Wals-Siezenheim                                                        | Bulgaria                                                               | 0 – 2                                                                  | Turchia                                                                | Amichevole                                                             | -                                                                      | cap.                                                                   |
| 2-6-2012                                                               | Lisbona                                                                | Portogallo                                                             | 1 – 3                                                                  | Turchia                                                                | Amichevole                                                             | -                                                                      | cap. 65’ 72’                                                           |
| 5-6-2012                                                               | Ingolstadt                                                             | Turchia                                                                | 2 – 0                                                                  | Ucraina                                                                | Amichevole                                                             | -                                                                      | 78’ 81’                                                                |
| 15-8-2012                                                              | Vienna                                                                 | Austria                                                                | 2 – 0                                                                  | Turchia                                                                | Amichevole                                                             | -                                                                      | cap. 60’                                                               |
| 7-9-2012                                                               | Amsterdam                                                              | Paesi Bassi                                                            | 2 – 0                                                                  | Turchia                                                                | Qual. Mondiali 2014                                                    | -                                                                      | cap. 60’                                                               |
| 11-9-2012                                                              | Istanbul                                                               | Turchia                                                                | 3 – 0                                                                  | Estonia                                                                | Qual. Mondiali 2014                                                    | 1                                                                      | cap. 82’                                                               |
| 12-10-2012                                                             | Istanbul                                                               | Turchia                                                                | 0 – 1                                                                  | Romania                                                                | Qual. Mondiali 2014                                                    | -                                                                      | cap. 81’                                                               |
| 16-10-2012                                                             | Budapest                                                               | Ungheria                                                               | 3 – 1                                                                  | Turchia                                                                | Qual. Mondiali 2014                                                    | -                                                                      | cap.                                                                   |
| 6-2-2013                                                               | Manisa                                                                 | Turchia                                                                | 0 – 2                                                                  | Rep. Ceca                                                              | Amichevole                                                             | -                                                                      | 68’ 81’                                                                |
| 14-8-2013                                                              | Istanbul                                                               | Turchia                                                                | 2 – 2                                                                  | Ghana                                                                  | Amichevole                                                             | -                                                                      | 68’                                                                    |
| 3-9-2014                                                               | Odense                                                                 | Danimarca                                                              | 1 – 2                                                                  | Turchia                                                                | Amichevole                                                             | -                                                                      | 46’                                                                    |
| 9-9-2014                                                               | Reykjavík                                                              | Islanda                                                                | 3 – 0                                                                  | Turchia                                                                | Qual. Euro 2016                                                        | -                                                                      | cap.                                                                   |
| 2-9-2017                                                               | Kiev                                                                   | Ucraina                                                                | 2 – 0                                                                  | Turchia                                                                | Qual. Mondiali 2018                                                    | -                                                                      | cap.                                                                   |
| 6-10-2017                                                              | Eskişehir                                                              | Turchia                                                                | 0 – 3                                                                  | Islanda                                                                | Qual. Mondiali 2018                                                    | -                                                                      | cap. 78’                                                               |
| 22-3-2019                                                              | Scutari                                                                | Albania                                                                | 0 – 2                                                                  | Turchia                                                                | Qual. Euro 2020                                                        | -                                                                      | cap. 65’                                                               |
| 25-3-2019                                                              | Eskişehir                                                              | Turchia                                                                | 4 – 0                                                                  | Moldavia                                                               | Qual. Euro 2020                                                        | -                                                                      | 84’                                                                    |
| 30-5-2019                                                              | Antalya                                                                | Turchia                                                                | 2 – 1                                                                  | Grecia                                                                 | Amichevole                                                             | -                                                                      | 80’                                                                    |
| 2-6-2019                                                               | Antalya                                                                | Turchia                                                                | 2 – 0                                                                  | Uzbekistan                                                             | Amichevole                                                             | -                                                                      | 90+1’                                                                  |
| 7-9-2019                                                               | Istanbul                                                               | Turchia                                                                | 1 – 0                                                                  | Andorra                                                                | Qual. Euro 2020                                                        | -                                                                      | cap. 71’                                                               |
| 11-10-2019                                                             | Istanbul                                                               | Turchia                                                                | 1 – 0                                                                  | Albania                                                                | Qual. Euro 2020                                                        | -                                                                      | cap. 66’                                                               |
| Totale                                                                 |                                                                        | Presenze (4º posto)                                                    | 101                                                                    |                                                                        | Reti                                                                   | 9                                                                      |                                                                        |

### Statistiche da allenatore
Statistiche aggiornate al 4 febbraio 2025.
| Stagione        | Squadra             | Campionato      | Campionato | Campionato | Campionato | Campionato | Coppe nazionali | Coppe nazionali | Coppe nazionali | Coppe nazionali | Coppe nazionali | Coppe continentali | Coppe continentali | Coppe continentali | Coppe continentali | Coppe continentali | Altre coppe | Altre coppe | Altre coppe | Altre coppe | Altre coppe | Totale | Totale | Totale | Totale | % Vittorie | Piazzamento |
| Stagione        | Squadra             | Comp            | G          | V          | N          | P          | Comp            | G               | V               | N               | P               | Comp               | G                  | V                  | N                  | P                  | Comp        | G           | V           | N           | P           | G      | V      | N      | P      | %          | Piazzamento |
| --------------- | ------------------- | --------------- | ---------- | ---------- | ---------- | ---------- | --------------- | --------------- | --------------- | --------------- | --------------- | ------------------ | ------------------ | ------------------ | ------------------ | ------------------ | ----------- | ----------- | ----------- | ----------- | ----------- | ------ | ------ | ------ | ------ | ---------- | ----------- |
| ott. 2021-2022  | İstanbul Başakşehir | SL              | 30         | 17         | 8          | 5          | TK              | 1               | 0               | 1               | 0               | -                  | -                  | -                  | -                  | -                  | -           | -           | -           | -           | -           | 31     | 17     | 9      | 5      | 54,84      | Sub., 4º    |
| 2022-2023       | İstanbul Başakşehir | SL              | 36         | 18         | 8          | 10         | TK              | 5               | 3               | 2               | 0               | UECL               | 14                 | 8                  | 4                  | 2                  | -           | -           | -           | -           | -           | 55     | 29     | 14     | 12     | 52,73      | 5º          |
| ott. 2023-2024  | Ankaragücü          | SL              | 28         | 7          | 12         | 9          | TK              | 7               | 5               | 1               | 1               | -                  | -                  | -                  | -                  | -                  | -           | -           | -           | -           | -           | 35     | 12     | 13     | 10     | 34,29      | 17º (retr.) |
| gen. 2025-      | Antalyaspor         | SL              | 3          | 1          | 1          | 1          | TK              | 0               | 0               | 0               | 0               | -                  | -                  | -                  | -                  | -                  | -           | -           | -           | -           | -           | 3      | 1      | 1      | 1      | 33,33      | in corso    |
| Totale carriera | Totale carriera     | Totale carriera | 97         | 43         | 29         | 25         |                 | 13              | 8               | 4               | 1               |                    | 14                 | 8                  | 4                  | 2                  |             | -           | -           | -           | -           | 122    | 59     | 37     | 28     | 48,36      |             |

## Palmarès

### Giocatore

#### Club

##### Competizioni nazionali
- Campionato turco: 5

Galatasaray: 1997-1998, 1998-1999, 1999-2000
Fenerbahçe: 2010-2011, 2013-2014
- Coppa di Turchia: 4

Galatasaray: 1999, 2000
Fenerbahçe: 2011-2012, 2012-2013
- Coppa Italia: 1

Inter: 2004-2005
- Supercoppa di Turchia: 2

Fenerbahçe: 2009, 2014

##### Competizioni internazionali
- Coppa UEFA: 1

Galatasaray: 1999-2000
- Supercoppa UEFA: 2

Galatasaray: 2000
Atlético Madrid: 2012
- Coppa Intertoto UEFA: 1

Newcastle Utd: 2006